# Kevin Michael Manning
Kevin Michael Manning (* 2. November 1933 in Coolah, New South Wales; † 15. Juli 2024 in Bathurst) war ein australischer Geistlicher und römisch-katholischer Bischof von Parramatta.

## Leben

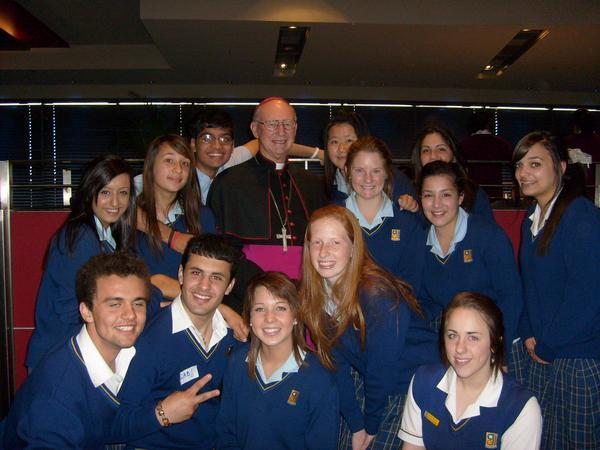
Bischof Kevin Manning inmitten von Studenten des Gillroy-Colleges (2008)

Kevin Michael Manning besuchte die Sacred Heart Primary School in Coolah. Anschließend studierte er Philosophie und Katholische Theologie am St. Columba’s College in Springwood und später am Collegio Urbano de Propaganda Fide in Rom. Am 20. Dezember 1961 empfing er in Rom durch den Kardinalpräfekten der Kongregation de Propaganda Fide und armenisch-katholischen Patriarchen von Kilikien, Krikor Bedros XV. Agagianian, das Sakrament der Priesterweihe für das Bistum Bathurst. Nach der Priesterweihe war Manning zunächst von 1962 bis 1978 im Bistum Bathurst in der Pfarrseelsorge tätig. Ab 1978 fungierte er als stellvertretender Sekretär und ab 1983 schließlich als Sekretär der Australischen Bischofskonferenz.
Papst Johannes Paul II. ernannte ihn am 26. April 1991 zum Bischof von Armidale. Der Erzbischof von Sydney, Edward Bede Kardinal Clancy, spendete ihm am 10. Juli desselben Jahres in der Kathedrale St. Mary and St. Joseph in Armidale die Bischofsweihe; Mitkonsekratoren waren Henry Joseph Kennedy, emeritierter Bischof von Armidale, und Patrick Dougherty, Bischof von Bathurst. Sein Wahlspruch Do everything for God („Alles für Gott tun“) stammt aus 1 Kor 10,31 .
Am 10. Juli 1997 bestellte ihn Johannes Paul II. zum Bischof von Parramatta. Die Amtseinführung erfolgte am 21. August desselben Jahres. Als Bischof engagierte sich Manning besonders für Arbeiter, Angehörige der First Nations und Migranten. Ferner koordinierte er den Wiederaufbau der 1996 durch ein Feuer zerstörten Kathedrale St. Patrick in Parramatta City. Darüber hinaus gründete er 1998 die katholische Monatszeitschrift Catholic Outlook. Auf überdiözesaner Ebene leitete Manning zudem zeitweise die Liturgiekommission der Australischen Bischofskonferenz. Überdies berief ihn Johannes Paul II. am 19. Januar 2005 für fünf Jahre zum Mitglied der Kongregation für den Gottesdienst und die Sakramentenordnung.
Am 8. Januar 2010 nahm Papst Benedikt XVI. das von Kevin Michael Manning aus Altersgründen vorgebrachte Rücktrittsgesuch an. Vom 30. Dezember 2010 bis zum 1. Dezember 2012 war Manning Apostolischer Administrator des vakanten Bistums Wilcannia-Forbes. Manning starb im Juli 2024 im Alter von 90 Jahren in Bathurst und wurde in der Kathedrale St. Patrick in Parramatta City beigesetzt.
Der Bishop Manning Support Fund zur Unterstützung für die Ausbildung von Kindern aus bedürftigen katholischen Familien ist nach ihm benannt.